# (311999) 2007 NS2
(311999) 2007 NS2 – planetoida zaliczana do Trojańczyków Marsa. Została odkryta 14 lipca 2007 roku w obserwatorium La Sagra. Nazwa planetoidy jest oznaczeniem tymczasowym.

## Orbita
(311999) 2007 NS2 okrąża Słońce w średniej odległości ok. 1,52 j.a. w czasie 1 roku i 322 dni. Jest to asteroida, która znajduje w punkcie równowagi Lagrange’a L5 na orbicie Marsa w odległości ok. 60° za planetą. Jest zaliczana również do grupy obiektów przecinających orbitę Marsa.